# لوجي غونارسون
لوجي غونارسون مواليد 5 سبتمبر 1981 في كيفلافيك، آيسلندا، هو لاعب كرة سلة أيسلندي. بدأ مسيرته الاحترافية في سنة 1997. يلعب في الدوري الأيسلندي لكرة السلة.

## المسيرة الاحترافية
لعب مع راتيوفارم أولم في الدوري الألماني في موسم 2002–2003، ثم لعب مع غيسن فورتي سيكسرز من سنة 2003 إلى 2005، ثم لعب مع ميدي بايرويت في الدوري الألماني في موسم 2005–2006، ثم لعب مع توربان بويات في موسم 2006–2007، ثم لعب مع خيخون لكرة السلة في موسم 2007–2008.

## روابط خارجية
- لوجي غونارسون على موقع الاتحاد الدولي لكرة السلة (الإنجليزية)
- لوجي غونارسون على موقع كرة السلة الأوروبية.كوم (الإنجليزية)
- لوجي غونارسون على موقع ريلجم (الإنجليزية)
- لوجي غونارسون على موقع بروبوليرز (الإنجليزية)